# تامی مورن
تامی مورن (به انگلیسی: Tommy Morren) بازیکن فوتبال زادهٔ ۱۸۷۰ اهل کشور انگلستان بود که سابقهٔ بازی در تیم ملی فوتبال انگلستان را در کارنامهٔ خود دارد. وی در تاریخ ۵ مارس ۱۸۹۸ تنها بازی ملی خود را در مقابل تیم ملی فوتبال ایرلند انجام داد.
این بازیکن توانسته در این بازی ملی، ۱ گل به ثمر برساند.